# SCUMM
SCUMM (Script Creation Utility for Maniac Mansion) és un motor de videojocs per a aventures gràfiques, creat per la companyia Lucasfilm Games (més endavant coneguda amb el nom LucasArts) i desenvolupat per Aric Wilmunder i Ron Gilbert, inicialment per al videojoc Maniac Mansion publicat el 1987 tot i que el primer joc a posar en pràctica aquesta eina fou Zak McKracken el qual va sortir a la venda uns mesos abans. El motor va rebre modificacions per tal de desenvolupar noves aventures gràfiques.
Cal no confondre'l amb l'SCUM Manifesto.

## Disseny
La primera versió permetia als dissenyadors de jocs de crear escenaris, objectes i seqüències de diàleg sense necessitat d'escriure-les amb el mateix llenguatge amb el que s'havia escrit el codi font. Però, el gran avantatge era que substituïa les comandes emprades per controlar el protagonista per icones, d'aquesta manera només calia pitjar damunt la icona i després al punt calent de l'escenari. Aquest sistema fou rebatejat pels jugadors com a "Point & Click", tot i que aquest amb aquest nom també s'empra en altres aventures gràfiques que utilitzen un sistema similar.
La interfície va anar evolucionant, cada vegada se simplificaren més les accions disponibles. El primer canvi important, va fer desaparèixer les icones de la pantalla deixant més espai per l'escenari, en lloc de les icones es va utilitzar el botó dret del ratolí per canviar l'acció per una altra, així no era menester desplaçar el cursor de punta a punta de la pantalla cada vegada que es volia dur a terme una acció diferent. Més endavant, es va fer un altre canvi destacable, de tal manera que el menú amb les accions només apareixia quan hom premia el botó dret sobre un punt calent.
Aquesta eina s'ha utilitzat des de l'any 1987 fins al 1997, més endavant la companyia LucasArts la va reemplaçar per un altre motor fet amb LUA anomenat GrimE.

## Llista de versions

### Versió 0
- Maniac Mansion (Versió de Commodore 64)

### Versió 1
- Maniac Mansion (Versió original de PC)
- Zak McKracken and the Alien Mindbenders (Versions de Commodore 64 i PC)

### Versió 1.5
- Maniac Mansion (Versió de NES)

### Versió 2
- Maniac Mansion (Versió d'Amiga i la versió millorada de PC)
- Zak McKracken and the Alien Mindbenders (Versió d'Amiga, Atari ST i la versió millorada de PC)

### Versió 3
- Indiana Jones and the Last Crusade: The Graphic Adventure (Versions d'Amiga, PC (EGA i VGA) i FM-Towns)
- Zak McKracken and the Alien Mindbenders (Versió FM-Towns)
- LOOM (Versions d'Amiga, EGA PC i FM-Towns)

### Versió 4
- The Secret of Monkey Island (Versions d'Amiga i EGA/VGA PC)
- LOOM (Versió VGA PC CD-ROM)
- Passport to Adventure (Demos per PC)

### Versió 5
- The Secret of Monkey Island (Versió VGA PC CD-ROM)
- Monkey Island II: LeChuck's Revenge (Versió de PC i Amiga)
- Indiana Jones and the Fate of Atlantis (Versió de PC i Amiga)

### Versió 6
- Maniac Mansion: Day of the Tentacle
- Sam & Max Hit the Road

### Versió 7
- Full Throttle
- The Dig

### Versió 8
- The Curse of Monkey Island